# Titanus giganteus
Titanus giganteus (denominado popularmente, em inglêsː titan beetle; em francêsː titan; em espanholː escarabajo titán - embora não seja um verdadeiro Scarabaeoidea - ; em portuguêsː besouro-titã, besouro-gigante ou cerambicídeo-gigante) é um inseto da ordem Coleoptera e da família Cerambycidae, subfamília Prioninae; um besouro cujo habitat são as florestas tropicais úmidas da região neotropical, no norte da América do Sul e em habitat amazônico entre a Colômbia, Equador, Peru, Bolívia, Guianas e Brasil. A espécie fora descrita em 1771, por Carolus Linnaeus, com a denominação Cerambyx giganteus; sendo a única espécie do gênero Titanus (táxon monotípico), criado por Audinet-Serville em 1832. Espécimes em bom estado de Titanus giganteus só foram adicionados às coleções de museu quase um século e meio após sua descoberta, com o término da Primeira Guerra Mundial; sendo este considerado um dos maiores insetos extantes e o maior besouro de sua família, cujos integrantes são conhecidos por besouros serradores ou serra-paus.

## Descrição
O entomologista Patrice Bouchard afirma que, embora esta espécie tenha a reputação de ser o maior inseto do mundo e o maior besouro conhecido, sendo relatados espécimes com talvez até 20 ou 23 centímetros de comprimento, isto é considerado um mito, uma vez que o maior espécime conhecido mede 16.7 centímetros de comprimento (167 milímetros). Sua coloração varia do castanho ao negro e seus élitros coriáceos são ligeiramente estriados longitudinalmente e ovalados desde a lateral até sua porção final. O protórax possui seis projeções espiniformes, três de cada lado, com as projeções centrais mais pronunciadas, e seu escutelo é arredondado. Suas antenas filiformes são curtas para um Cerambycidae, apresentando onze segmentos; com seus primeiros artículos, que se inserem na cabeça, ligeiramente arredondados. A diferença entre machos e fêmeas é fácil porque as fêmeas são menores, com até 16 centímetros de comprimento, e não possuem denticulações na tíbia.

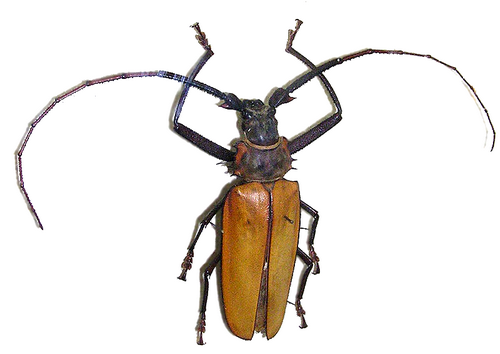
Fotografia do besouro Enoplocerus armillatus, espécie neotropical frequentemente confundida com T. giganteus pelo leigo;[16] a principal diferença sendo que E. armillatus apresenta oito projeções espiniformes em seu protórax e uma projeção espiniforme na base de cada antena.

Duas outras espécies grandes de besouros, Dynastes hercules (Linnaeus, 1758, Dynastinae) e Macrodontia cervicornis (Linnaeus, 1758, Prioninae), atingem tamanho semelhante ao de Titanus giganteus, incluindo suas mandíbulas e expansões protoráxicas ou cefálicas extremamente longas. No entanto, o tamanho do besouro-titã é composto quase exclusivamente pelo seu grande corpo.

## Som
Este inseto é capaz de produzir um som audível aos seres humanos, quando manipulado ou importunado.

## Biologia
As larvas de quase todas as espécies de Cerambycidae da subfamília Prioninae desenvolvem-se em troncos cortados ou já secos, por isso os seus representantes não têm tanta importância econômica para as plantas cultivadas e, no caso desta espécie, ainda são desconhecidas para a ciência, tanto quanto suas plantas hospedeiras; com larvas muito provavelmente se desenvolvendo durante anos em espécies de troncos largos. Os machos são atraídos pela luz, mas não suas fêmeas. Uma inspeção dos órgãos internos mostrou aparente degeneração do intestino, indicando que os adultos dependem de reservas alimentares previamente acumuladas, em vez de se alimentarem desde o momento da eclosão. Mesmo que não se alimentem, usam suas mandíbulas fortes e espinhos protoráxicos para se defender contra os predadores, inclusive se afirmando que tais mandíbulas podem partir um lápis ao meio ou cortar a carne humana. Os machos são tão grandes e pesados que não conseguem voar diretamente a partir do solo, tendo que subir nas árvores para se lançarem das alturas.

## Uso humano
Devido a sua aparente indisponibilidade, o valor de Titanus giganteus entre os colecionadores de insetos é grande; durante muitos anos, no passado, sendo considerado uma grande raridade e raramente apresentado ao público.